# Sh2-88
Sh2-88 est une nébuleuse en émission visible dans la constellation du Petit Renard.
Elle est située dans la partie centrale de la constellation, à mi-chemin entre la célèbre nébuleuse de l'Haltère (M27) et la célèbre étoile double Albireo (β Cig). Elle apparait comme un nuage faible et difficile à observer, même à l'aide de filtres. Elle peut être photographiée en utilisant une longue exposition. Se trouvant dans l'hémisphère nord céleste, son observation est facilitée dans les régions de l'hémisphère nord. La période propice à son observation dans le ciel du soir se situe entre juin et novembre. 
Sh2-88 est l'une des régions H II physiquement liées à l'association Vulpecula OB1, une association OB située dans le tronçon initial du bras d'Orion à environ 2 250 pc (∼7 340 al) du système solaire. Le nuage est composé d'une partie étendue d'apparence légèrement concentrée et de deux noyaux nébuleux denses, indiqués par Sh2-88A et Sh2-88B. Le premier est un grand nuage avec un bord ouest sombre distinct et un bord très dentelé, tandis que Sh2-88B, bien que de très petite taille, est la partie la plus brillante à la longueur d'onde infrarouge. Elle est formée d'une région H II ultracompacte à laquelle est relié un nuage ionisé d'aspect cométaire. Les étoiles excitatrices des gaz du nuage sont des étoiles bleues de classe B. La principale source d'excitation est une étoile géante de classe B1, indiquée par le numéro 82 dans la publication de Deharveng. 
Les régions internes du nuage Sh2-88B hébergent un très jeune amas ouvert dont les composants sont visibles à la longueur d'onde infrarouge. L'amas, initialement désigné par l'acronyme IRAS 19446+2505, contient quelques étoiles encore totalement immergées dans la nébulosité à partir de laquelle elles se sont formées, dont l'étoile centrale de l'amas lui-même. Plusieurs filaments nébuleux denses s'étendent autour d'elle. Dans l'ensemble, la région de formation d'étoiles abrite plusieurs masers, dont deux sont OH et quatre sont de l'eau, ainsi que des agglomérations nébuleuses avec des émissions d'autres composés, tels que le CO. Parmi les sources IRAS identifiées dans le nuage, il y a aussi IRAS 19436+2514, coïncidant avec l'étoile bleue HD 338916, de magnitude 10,17.